# 岩見沢市立明成中学校
岩見沢市立明成中学校（いわみざわしりつ めいせいちゅうがっこう）は、北海道岩見沢市かえで町1丁目1-1に存在する、公立（市立）の中学校である。
当時の東光中の一部と光陵中の一部の学区から新設された。
通学区域制度による学区は、日の出町、かえで町、若駒、日の出北、日の出南、日の出台、宝水町、鳩が丘、東山、東山町。

## 沿革
- 1984年（昭和59年）- 校舎竣工
- 1985年（昭和60年） - 周辺住宅街の人口増加に伴い開校。当時の東光中、光陵中の校区から新設。（13学級） 図書館開館、落成記念式典、祝賀会、グラウンド開き、ステージ幕及び体育館照明取り付け
- 1986年（昭和62年） - グラウンド補修工事、 ソフトボールバックネット完成、 中体連新人戦（サッカー・ソフトボール・男子テニス・卓球・バドミントン）出場、 中体連全道大会（水泳・卓球）出場、 中体連全国大会（スキー）出場、 南空学年別バスケット1年女子優勝、 南空知バスケット新人戦 男女優勝、 英語発表会優勝、 空知英語暗唱大会準優勝
- 1987年（昭和62年） - 中体連全道大会（陸上・水泳）出場
- 1988年（昭和63年） - 中体連全道大会（陸上）出場
- 1989年（平成元年） - 中体連全道大会（バスケット）出場、 開校5周年記念事業（公開授業、講演会）
- 1990年（平成2年） - 姉妹都市ポカテロ中高校生歓迎集会実施、中体連全道大会（バスケ）出場
- 1991年（平成3年） - 中体連全道大会（水泳・体操）出場、 「こぶ志焼き」創作体験開始
- 1992年（平成4年） - 中体連全道大会（水泳・体操・バレーボール・バスケットボール・卓球・バドミントン）出場
- 1993年（平成5年） - ポカテロ高校生合唱団との交流、 苗木校舎前に植樹
- 1994年（平成6年） - 植樹式、開校10周年記念式典
- 1995年（平成7年） - 中体連全道大会（陸上・ソフトテニス）出場、 ポカテロ市訪問団来校、 公開研究会開催
- 1996年（平成8年） - 中体連全道大会（陸上・ソフトテニス・バドミントン）出場、 公開研究会、 教育講演会
- 1997年（平成9年） - 中体連全道大会（陸上・ソフトボール・ソフトテニス・スキー）出場、 北海道硬式卓球選手権出場
- 1998年（平成10年） - 中体連全道大会新人戦（バスケットボール・バドミントン）出場、 中体連全道大会（水泳・バレーボール・バスケットボール・バドミントン・卓球・スキー）出場、 全道ユースサッカー大会 出場 岩見沢市教育振興会研究大会授業研究、 新規コンピュータ・光ファイバー導入、 生徒会インターネットテレビ会議、 HBC全道合唱コンクール出場、 「小さな親切」作文コンクール 団体奨励賞、教育長賞
- 1999年（平成11年） - 中体連全道大会（陸上・水泳・卓球・スキー）出場、 フットサル全道大会出場、 全道選抜サッカー大会出場、 全道合唱コンクール出場、 全道技術・家庭科研究大会授業公開、公開研究大会
- 2000年（平成12年） - 中体連全道大会（サッカー・水泳・スキー）出場、 中体連全国大会新人戦（バドミントン）出場、 フットサル全道大会出場、 全道合唱コンクール出場
- 2001年（平成13年） - 中体連全道大会（陸上・柔道・スキー）出場、 明成スノーフェスティバル、 明成中サポーターズグランド整備作業
- 2002年（平成14年） - 中体連全国大会（柔道・スキー）出場、 交通安全教室、 明成中サポーターズ自転車置き場設置作業、 交通安全教育モラル事業指定校
- 2003年（平成15年） - 体育館増築工事終了、 学力向上フロンティアスクール指定、 中体連南空知大会（陸上）当番校、 中体連全道大会（陸上・ソフトボール）出場、 体験型交通安全教室、 全道合唱コンクール出場
- 2004年（平成16年） - 二学期制の導入、 学校説明会（教育課程）、 学力向上支援事業指定校、 学校選択制に係わる説明会、 20周年記念公開授業研究会兼学力向上フロンティア実践発表、 開校20周年記念式典・祝賀会（校舎前庭、駐輪場、体育館までの車椅子用舗装工事） サッカー場整備及び校地、 中体連全道大会（バレー・スキー）出場、 税のポスター 北海道教育委員会 教育長賞、 全道7人制（V-13)サッカー大会出場
- 2005年（平成17年） - サッカー場オープン、 開校20周年記念植樹、 中体連全道大会（ソフトボール・バレーボール・陸上・水泳・スキー）出場、 中体連全道大会新人戦（サッカー）出場、 税のポスター北海道知事賞、 北海道教育実践表彰、 市青少年健全育成功労者表彰
- 2006年（平成18年） - 中体連全道大会（陸上・水泳）出場、 市読書感想文コンクール 金賞、 「少年の主張」岩見沢大会 優秀賞、 札幌アンサンブルコンテスト銀賞
- 2007年（平成19年） - 春季バレーボール大会優勝（男女）、 中体連全国大会（水泳男子）出場、 全空知中学校英語暗唱大会 3位、 全道小・中学校交通安全ポスターコンクール 優秀学校賞
- 2008年（平成20年） - 中体連全道大会（サッカー）出場 ベスト16、 全道小・中学校交通安全ポスターコンクール 優秀学校賞
- 2009年（平成21年） - 中体連全道大会（サッカー）出場 ベスト8、 全道小・中学校交通安全ポスターコンクール 金賞、銅賞
- 2010年（平成22年） - 中体連全道大会（サッカー）出場 ベスト8、 「少年の主張」岩見沢大会 最優秀賞、 道税ポスターコンクール 北海道知事賞
- 2011年（平成23年） - 中体連全道大会（ソフトボール・水泳200mメドレー）出場、 岩見沢中学校英語暗唱大会 2年生の部優勝、 駒澤美術展 岩見沢市長賞、 全道中学生道税ポスターコンクール 北海道知事賞
- 2012年（平成24年） - 駒澤美術展 駒澤大学長賞、北海道新聞社賞、学校奨励賞
- 2013年（平成25年） - 道税ポスターコンクール 学校奨励、 「少年の主張」岩見沢大会 最優秀賞
- 2014年（平成26年） - 「少年の主張」岩見沢大会 最優秀賞
- 2015年（平成27年） - 中体連全国大会（陸上100mハードル）出場1年個人5位、 ジュニアオリンピック陸上競技大会（100m）1年個人5位、 日高管内教育委員会 視察研修来校、 市教育実践奨励表彰 奨励賞（3年個人水泳バタフライ）
- 2016年（平成28年） - 中体連全国大会（陸上100mハードル）出場2年個人4位、 ジュニアオリンピック陸上競技大会（100mハードル）出場2年個人1位、 平取中学校 学校視察来校、 道徳教育推進校事業公開研究会、 空知管内教育実践表彰
- 2017年（平成29年） - 中体連全国大会（陸上100mハードル）出場3年個人全国優勝、ジュニアオリンピック陸上競技大会（陸用100mハードル）出場3年個人3位、 小樽市教育委員会学校視察来校、 北海道教育実践表彰受賞

## 年間行事
- 4月 - 入学式、始業式、学力テスト
- 5月 - 修学旅行、宿泊学習
- 6月 - 体育大会、避難訓練
- 7月 - 中体連
- 8月 - 日の出地区サマーフェスティバル
- 9月 - 学校祭
- 10月 - 前期終業式、後期始業式、学力テスト（3年）、子ども文化祭音楽発表会
- 11月 - 校内研究授業、学力テスト
- 12月 - 三者懇談
- 1月 - 学年末テスト（3年）、スキー学習（1、2年）
- 2月 - 日の出地区スノーフェスティバル、入学説明会、学年末テスト（1、2年）
- 3月 - 卒業式、修了式

## 交通
- 北海道中央バス岩見沢ターミナルから、かえで団地循環線（系統1または系統2）で「かえで団地」下車徒歩4分。

## 周辺
- 岩見沢市立日の出小学校

## 著名な出身者
- 伊藤千尋（地方競馬騎手）
- 斉藤優汰（野球選手）